# Antoinette Meyer
Antoinette Josefa Clara Meyer, coniugata Molitor (Hospental, 19 giugno 1920 – Thun, 19 luglio 2010), è stata una sciatrice alpina svizzera.

## Palmarès

### Olimpiadi
- 1 medaglia, valida anche ai fini dei Mondiali:
  - 1 argento (slalom speciale a Sankt Moritz 1948)